# Конгрес за демокрация и прогрес
Конгресът за демокрация и прогрес (на френски: Congrès pour la Démocratie et le Progrès) е лява африканскосоциалистическа политическа партия в Буркина Фасо.
Основана е през 1996 година с обединението на управляващата комунистическа партия Организация за народна демокрация - Движение на труда и няколко по-малки организации. От основаването си партията е управляваща и, въпреки наличието на няколко малки партии, разполага със значителни места в Националното събрание, както и с президентския пост - Блез Компаоре е президент от 1987 година насам.
На парламентарните избори през 2012 година Конгресът за демокрация и прогрес получава 49% от гласовете и 70 от 127 места в Националното събрание.